# Janet Georges
Janet Marie Georges (sinh ngày 5 tháng 1 năm 1979) là một vận động viên cử tạ đến từ Seychelles. Thi đấu trong hạng mục 69 kg cô đã giành được hai huy chương tại Đại hội Thể thao Khối thịnh vượng chung, năm 2006 và 2010 

## Nghề nghiệp
Georges bắt đầu tập tạ ở tuổi 18, tại Đại hội Thể thao Khối thịnh vượng chung năm 2006 được tổ chức tại Melbourne, Úc, cô trở thành nữ vận động viên giành huy chương của Khối thịnh vượng chung đầu tiên từ Seychelles khi cô giành huy chương đồng ở hạng cân 69 kg, trước sự kiện cô bị nhiễm virut chikungunya và trong lần thử đầu tiên, cô đã ngất đi, sau khi được các bác sĩ điều trị, cô đã khỏe mạnh để tiếp tục và tiếp tục giành huy chương. Bốn năm sau tại Đại hội Thể thao Khối thịnh vượng chung 2010, Delhi, Ấn Độ, cô đã trở thành một người phụ nữ đầu tiên từ Seychelles giành huy chương bạc tại Đại hội Thể thao Khối thịnh vượng chung, trong cùng hạng cân, cô chỉ bị đánh bại bởi Christine Girard của Canada.
Vào tháng 6 năm 2012 khi không tham gia Thế vận hội Mùa hè 2012 và cũng bị đau lưng, cô quyết định tạm ngưng hoạt động thể thao và năm 2013 đã sinh con trai Youcas, trước khi trở lại với môn thể thao này và thi đấu tại Cuộc thi Khối thịnh vượng chung 2014 được tổ chức tại Glasgow, Scotland, nơi lần này cô đã hoàn thành lần thứ 10.

## Thành tựu
Georges đã được Ủy ban cử tạ Seychelles bầu chọn là Nữ vận động viên của năm trong 13 lần, cô cũng được vinh danh là Nhà thể thao của năm tại Giải thưởng thể thao Seychelles bốn lần vào các năm 2002, 2004, 2006 và 2010  Ngoài vai trò là một nữ cảnh sát , cô còn giữ chức phó chủ tịch ủy ban vận động viên của Hiệp hội Thế vận hội Olympic và Khối thịnh vượng chung Seychelles.